# نوکیا ۶۲۲۰ کلاسیک
نوکیا ۶۲۲۰ یک نمونه از گوشی‌های تلفن همراه سری ۶۰۰۰ شرکت نوکیا می‌باشد که توسط همین شرکت به بازار عرضه شده‌ است. این گوشی به دلیل داشتن یک فلش زنون برای دوربین ۵ مگاپیکسلی خود ، شبیه به نوکیا N82 شده و اغلب به عنوان یک نسخه "ارزان تر از N82" نام برده می شود. این نوع از گوشی ها فاقد Wi-Fi و جک صوتی ۳.۵ میلی متری است که احتمالا این ویژگی ها برای کاهش هزینه ها حذف شده است .

## ویژگی ها
- دوربین جلو ثانویه برای تماس های تلفنی تصویری (وضوح CIF +)
- دوربین 5.0 مگاپیکسلی با فوکوس خودکار ، لنز Carl Zeiss و فلاش زنون.
- اتصال میکرو USB .
- بلوتوث نسخه 2.0 با نمایه A2DP.
- رادیو FM استریو با پشتیبانی از Visual Radio و RDS.
- پخش کننده صوتی با پشتیبانی از فرمت های MP3 ، M4A ، eAAC + ، RealAudio 7،8،10 و WMA.